# Peraxilla
Peraxilla es un género con dos especies de arbustos  perteneciente a la familia Loranthaceae. Es originario de Nueva Zelanda.

## Taxonomía
El género fue descrito por Philippe Édouard Léon Van Tieghem y publicado en Bulletin de la Société Botanique de France  41: 500, en el año 1894. LT designated by Barlow, Austral. J. Bot. 14: 429 (1966). La especie tipo es Peraxilla colensoi (Hook.f.) Tiegh.

## Especies aceptadas
A continuación se brinda un listado de las especies del género Peraxilla aceptadas hasta noviembre de 2014, ordenadas alfabéticamente. Para cada una se indica el nombre binomial seguido del autor, abreviado según las convenciones y usos.	
- Peraxilla colensoi  	(Hook.f.) Tiegh.
- Peraxilla tetrapetala 	(L.f.) Tiegh.